# 罗莎·克尔纳
罗莎·克尔纳（德語：Rosa Kellner，1910年1月21日—1984年12月13日），德国女子田径运动员，主攻短跑。她曾代表德国参加1928年夏季奥林匹克运动会田径比赛，获得女子4×100米接力铜牌。